# Alex Rosenberg
Alex F. T. W. Rosenberg (* 5. Dezember 1926 in Berlin; † 27. Oktober 2007 in Schwerte) war ein US-amerikanischer Mathematiker, der sich mit Algebra befasste.

## Leben und Werk
Rosenberg emigrierte 1939 mit seinen Eltern und seiner Schwester vor der rassistischen Verfolgung durch die Nationalsozialisten von Deutschland über die Schweiz und England nach Kanada (Ontario). Er studierte an der University of Toronto mit dem Bachelor-Abschluss 1948 und dem Master-Abschluss 1949 und wurde 1951 an der University of Chicago bei Irving Kaplansky promoviert (Subrings of simple rings with minimal ideals). Danach war er an der University of Michigan und ab 1952 Instructor und später Associate Professor an der Northwestern University. 1961 bis 1986 war er Professor an der Cornell University, an der er 1966 bis 1969 der Mathematik-Abteilung vorstand. Ab 1986 war er Professor an der University of California, Santa Barbara, an der er 1986/87 der Abteilung Mathematik vorstand und 1994 in den Ruhestand ging. Die letzten zehn Jahre lebte er in Schwerte.
1955 bis 1957 war er am Institute for Advanced Study in Princeton, 1961 bis 1979 Gastprofessor an der University of California, Berkeley, 1963/64 Gastwissenschaftler am Queen Mary College der Universität London, 1969/70 und 1982 an der University of California, Los Angeles, 1984/85 an der Universität Dortmund, 1980 Gastprofessor an der University of Southern California und 1976 Gastprofessor an der ETH Zürich.
Rosenberg befasste sich mit Homologischer Algebra, Ringtheorie, Witt-Ringen und quadratischen Formen. Er wandte die in den 1940er und 1950er Jahren neu entwickelten Techniken der homologischen Algebra in der Galoistheorie und auf quadratische Formen an. Nach ihm, Gerhard Hochschild und Bertram Kostant ist der Satz von Hochschild-Kostant-Rosenberg benannt, den sie 1962 bewiesen.
1975/76 war er mit einem Humboldt-Forschungspreis an der Ludwig-Maximilians-Universität München bei Bodo Pareigis, der bei ihm in den 1960er Jahren seine Dissertation angefertigt hatte. Auch Vera Pless war seine Doktorandin.
1974 bis 1983 war er Trustee der American Mathematical Society. 1960 bis 1965 war er Herausgeber der Sektion Algebra der Proceedings of the American Mathematical Society und 1974 bis 1976 des American Mathematical Monthly. Anfang der 1970er Jahre leitete er das Undergraduate Program der Mathematical Association of America.
Er war seit 1952 mit Beatrice Gershenson aus New York verheiratet, mit der er zwei Söhne hatte und von der er sich 1984 scheiden ließ. Außerdem hatte er einen Adoptivsohn. Seit 1985 war er mit Brunhilde Rosenberg (aus Schwerte) verheiratet. Er wurde 1959 US-amerikanischer Staatsbürger.
Er sollte nicht mit dem Mathematiker Alexander L. Rosenberg (1946–2012) verwechselt werden, einem sowjetischen Mathematiker, der zuletzt Professor an der Kansas State University war.

## Schriften (Auswahl)
- The number of irreducible representations of simple rings with no minimal ideals, American Journal of Mathematics, Band 75, 1954, S.  523–530
- mit Samuel Eilenberg. Dimension of rings and modules VIII, Tensor Products, Nagoya Math. J. Band 12, 1957, S. 71–93
- mit M. Auslander: Dimension of prime ideals in polynomial rings, Canadian Journal of Mathematics, Band 10, 1958, S. 287–293
- Blocks and centres of Group Algebras, Mathematische Zeitschrift, Band 76, 1961, S. 209–216
- mit  D. Zelinsky. Tensor products of semiprimary algebras,  Duke Math. J., Band 23, 1957, S. 555–560
- On the structure of the infinite linear group, Annals of Mathematics, Band 68, 1958, S. 278–294
- Finiteness of the injective hull, Mathematische Zeitschrift, Band  70, 1959, S. 372–380.
- mit D. Harrison, S. U. Chase: Galois theory and galois cohomology of commutative rings, AMS Memoir 52, 1965, S. 15–33;
- mit R. Ware, M. Knebusch: Structure of Witt Rings and Quotients of Abelian Group Rings, American Journal of Mathematics, Band 94, 1972, S. 119–155
- mit  R. Ware, M. Knebusch: Signatures on Semilocal Rings, Journal of Algebra, Band 26, 1973, S. 208–250
- mit T.C. Craven, R. Ware:  The Map of the Witt Ring of a Domain into the Witt Ring of its Field of Fractions, Proc AMS 51, 1975, S. 25–30.